# Пархоменко Лю Олександрівна
Лю Олександрівна Пархо́менко (нар. 12 грудня 1930, Харків) — український музикознавець, доктор мистецтвознавства з 1985 року, провідний науковий співробітник.

## Біографія
Народилася 12 грудня 1930 року в Харкові. 1954 року закінчила Київську консерваторію (навчалась у Пилипа Козицького, Онисії Шреєр-Ткачено). З 1958 року в Інституті мистецтвознавства, фольклористики та етнології імені М. Т. Рильського НАН України.

## Праці
- «Кирило Григорович Стеценко» (1963, 1973);
- «Українська хорова п'єса» (1979);
- «Петро Ніщинський» (1989).
- Розділи в «Історії української музики» (томи 1—4, 1989—1991).
- Олександр Кошиць: Листи до друга. 1904—1931. / Упор. — К.: Рада, 1998. — ISBN 966-7087-17-4.
- Н. Калуцка, Л. Пархоменко Олександр Кошиць: мистецька діяльність у контексті музики ХХ сторіччя. — К.: Фенікс, 2012. — 416 с. — ISBN 978-966-136-021-0.

## Нагороди
- Премія НАН України імені Ф. І. Шміта (2016, спільно з Наталією Калуцкою) за працю «Олександр Кошиць. Мистецька діяльність у контексті музики XX ст.»[1]

## Родина
- Донька — Калуцка Наталія Борисівна, кандидат мистецтвознавства[2].